# Tábara
Tábara is een gemeente in de Spaanse provincie Zamora in de regio Castilië en León met een oppervlakte van 112,68 km². Tábara telt 797 inwoners (1 januari 2016).